# Textilería incaica

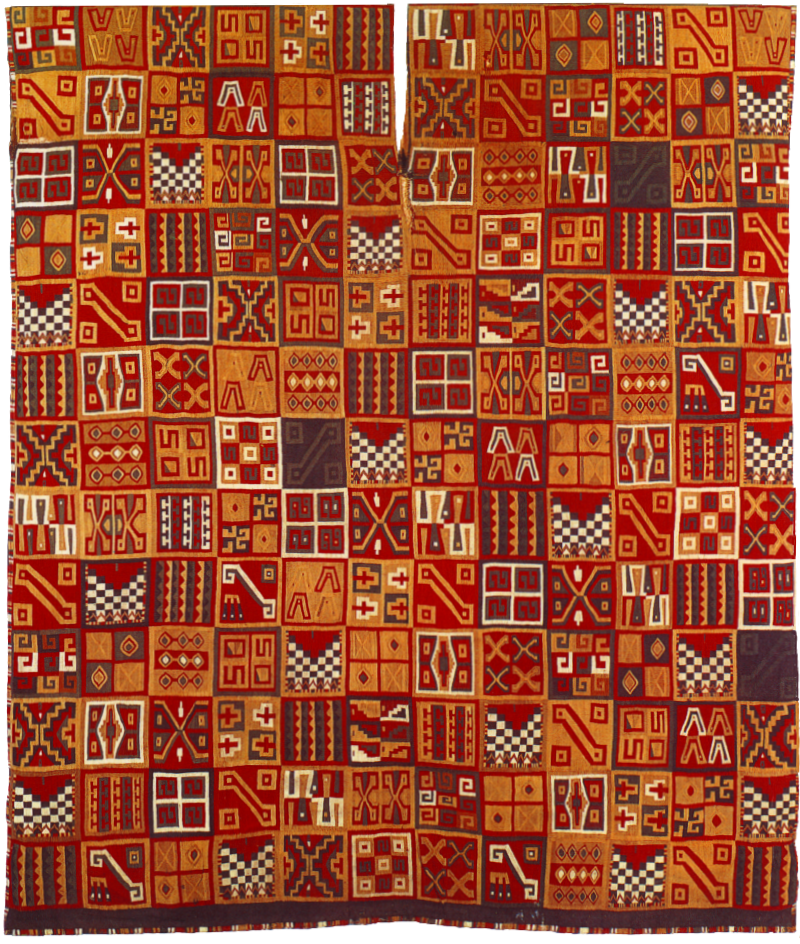
Uncu o poncho inca. Representación con más de 150 diseños geométricos o tocapus. Probablemente perteneció a algún noble cusqueño.

El arte textil incaico es una de las más antiguas tradiciones textiles de los Andes y llegó a ser una de las más desarrolladas durante el apogeo inca, debido al uso de diferentes materiales y técnicas (resultado de su cultura híbrida adquirida gracias a las conquistas de otras etnias andinas). Los incas lograron producir una gran variedad de prendas de vestir y elementos de uso cotidiano.
Los textiles incas se caracteriza por sus diseños geométricos o tocapus y por la fineza de su técnica. Los incas destacaron por sus tapices y sus mantos de plumas, también de diseños geométricos. Tuvieron un extraordinario sentido de la simetría, reflejado en la repetición de figuras estilizadas dispuestas de una manera sumamente ordenada.

## La primacía textil
Para los incas la importancia de los textiles fue religiosa, social y política. Ellos expresaban su cosmovisión, su sentido del espacio y de sus divisiones. Eran símbolos de nivel social. Los famosos ponchos dameros, blancos con negro y rojos al centro se destinaban únicamente a los orejones (nobles) o generales allegados al Inca. Se dice que los diseños geométricos, que aparecen en algunos tejidos, servían también para identificar a los incas y sus familias.

## Materias primas

### Obtención de hilo
- Cabuya: Derivada del fique, la cabuya se usaba para la fabricación de alpargatas, cuerdas, redes y sacos. En ciertas regiones, el fique solía emplearse como un elemento medicinal.
- Algodón: Es uno de los materiales más valiosos de la cultura inca: además de protegerse del frío, se utilizaba para recubrir a los muertos en sus ajuares funerarios.[4]
- Lana: Materia prima indispensable para las prendas de vestir, podía obtenerse de las llamas, a las que se esquilaba cada dos años, y de las alpacas y vicuñas (cuya lana es muy fina). Cada camélido podía proporcionar hasta 3 kg.[4]

### Tintado y telares
Elaboradas con hilos previamente teñidos con colorantes —preparadas a partir de hierbas y granos—, las prendas se tejían mediante varios tipos de telares, tanto fijos como móviles. El más frecuente era el de cintura, que las mujeres manipulaban sentadas, con el telar sobre las piernas. Los encargados de teñir la lana para su confección posterior eran los Canticamayoc. En la actualidad se sabe que los incas usaban algodón de colores (no necesitan teñirse), un ejemplo de ello se puede ver en chompas hechas por ayacuchanas.

## Producción textil

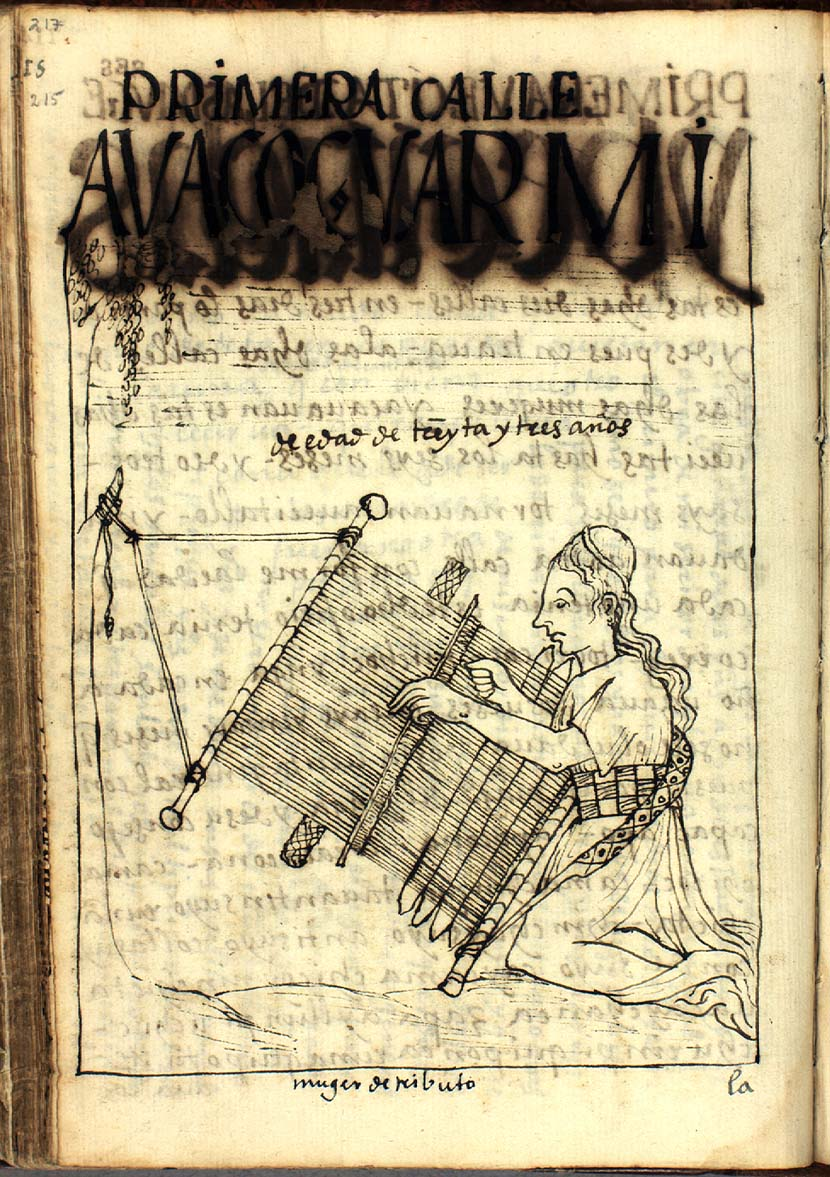
Primera calle - awakuq warmi, tejedora de treinta y tres años, según Guamán Poma de Ayala.

A lo largo de la historia andina, la producción textil alcanzó un gran desarrollo que se expresó en los mantos Paracas, Wari y en las gasas Chancay, además de los tapices, brocados y telas dobles, entre otros. Durante el Tahuantinsuyo se siguieron confeccionando finas vestimentas con adornos de plumas de aves exóticas, con exquisitos bordados y con adornos de oro y plata o mullu como símbolo de estatus.
El tejido fue un elemento de especial importancia y valoración en la época inca, y, por lo tanto, esencial para la reciprocidad. El Estado inca necesitaba contar con una gran cantidad de tejidos para satisfacer la demanda y, por ello, creó los aclla huasi y obrajes femeninos, lugares donde las mamaconas se dedicaban a confeccionar tanto prendas finas (cumbis) como burdas, y a preparar las bebidas para las celebraciones y ceremonias oficiales.
Una de las prendas más finas que produjeron los incas fueron los uncus o camisetas, las cuales se caracterizaban por estar adornadas con figuras bordadas de carácter geométrico llamadas tocapu. Estas formas han despertado el interés de los investigadores, pues la complejidad y variedad de detalles que tienen hacen pensar en una suerte de escritura ideográfica.

### Técnicas de textilería
Existían diversas técnicas difundidas entre los incas, que variaban de acuerdo con la región. Las más utilizadas eran el hilado, el brocado, la tapicería, la doble tela, el entrelazado, las caras de trama y urdimbre, y el anudado. Estas técnicas dependían del tipo de materias primas e hilos empleados (gruesos o delgados) y del uso destinado a las prendas.
- Tapicería: Método empleado para tejer las prendas más gruesas. Necesitaba de un telar fijo de cuatro manos.
- Anudado: Técnica usada para agregar las marcas numéricas en los quipus. Se utilizaba también en la elaboración de balanzas.
- Brocado: Entretejido de una tela con hilos de diversos materiales textiles. Era la técnica usual con la que se confeccionaban los paños.
- Cara de urdimbre: Hilatura de una cara con distintas tonalidades sobre una tela base de lana, servía para tejer los uncus y las bolsas más llamativas.

### Prendas y complementos

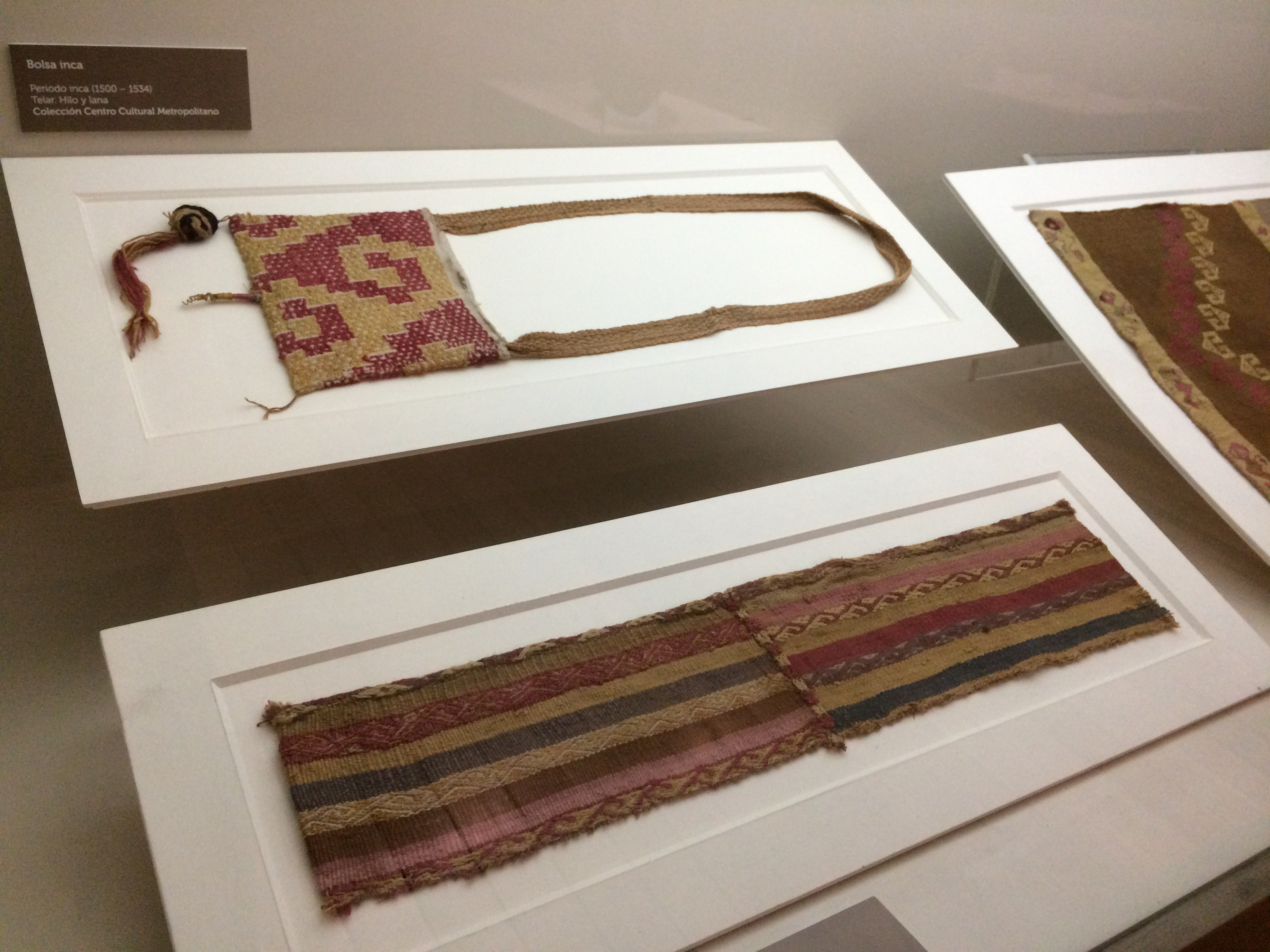
Bolsa inca y faja del periodo inca (s. XVI), hilo y lana. Museo de la Ciudad, Quito.

Las prendas de vestir comunes a toda la población inca eran el uncu y la faja para ceñirlo a la cintura. Para elaborar estas prendas y la gran variedad de complementos con que se acompañaban (gorros, mantos, etc.) se usaban dos tipos de telas: una fina (cumpi o cumbi) para la nobleza, y la otra burda (abasca) destinada al pueblo llano.
- Uncu: Precedente del poncho, su decoración variaba según el estamento social de su propietario.
- Bolsas: Podían ser rectangulares (para el almacenaje en el hogar); con correa (para llevar al hombro); o trapezoidal (para colgar de la faja).
- Faja: Más anchas que las de las culturas precedentes, las fajas incas servían también a menudo como bolsas.
- Honda: El tejido se usaba también para fabricar armas flexibles, e incluso para útiles como balanzas o las sogas.

#### AbascayCumbi
Existía la producción individual de textiles ejecutada por artesanos en el entorno familiar, así como la producción bajo control estatal. Los textiles también tenía categorías: los ordinarios o abasca y los finos o cumbi, estos últimos tenían una función ritual pues estaban los generales y a la nobleza.

#### Los tapices
En la textilería se utilizó tanto el telar de cintura como el horizontal. Los hilos se diferenciaban por el grosor y las fibras más apreciadas eran las de vicuña y alpaca, también se utilizaba la de llama. Los tapices eran confeccionados con la urdimbre de algodón y la trama de lana. Mientras los tapices europeos nunca pasaron de 85 hilos de trama por pulgada, los tapices incas solían tener 200. En estos se solía imprimir figuras de pumas y jaguares. La tapicería precolombina, cuyo apogeo fue alcanzado durante el periodo Wari, se convirtió en la técnica predilecta de los incas.

### Diseños en los textiles

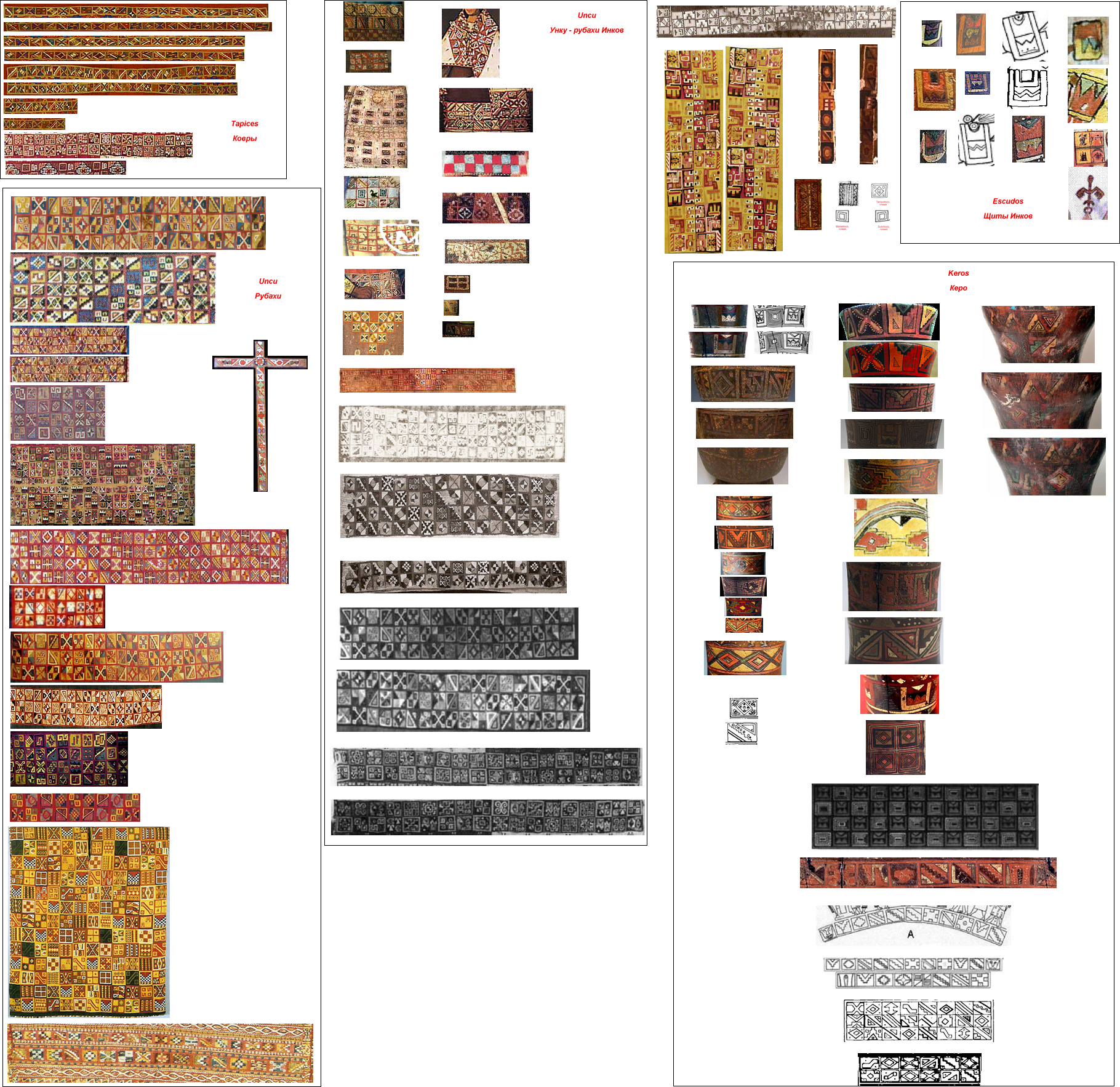
Tocapus en la textilería inca.

El sello característico de la ornamentación de los tejidos fue el contraste permanente entre los colores rojo, negro y amarillo. Estos podían combinarse en diseños sencillos de largas bandas o grandes cuadrados, o en complicadas series de pequeños motivos geométricos, figurativos o zoomorfos.
- Tocapu: Se denomina así a la decoración de los tejidos basada en series de cuadrados con dibujos en su interior.[13]
- Geométrico: Las formas geométricas más habituales eran las estrellas de ocho puntas, los rombos y diversos tipos de cruces.
- Iconográfico: Algunos expertos consideran que las series de motivos de cada tocapu equivalen a un lenguaje jeroglífico.
- Zoomorfo: Era una referencia directa a los animales autóctonos, como los camélidos —llamas, vicuñas, etc.—, y toda clase de aves, también, de algodón.

## Historia del desarrollo textil

### Tradición andina
Los incas heredaron toda una tradición textil andina, principalmente de la producción lograda por la cultura wari, la cual logró una gran calidad artística en el uso de colores y en la iconografía, destacando principalmente en la elaboración de tapices.
Los incas desarrollaron una técnica similar a la Wari, a la par que los demás señoríos que lo circundaban, puesto que se desarrollaron en una región donde predominó anteriormente el gobierno Wari. Muestra de eso son los tejidos herederos de esta tradición, por ejemplo en el caso de ponchos que con diseños muy parecidos y el uso recurrente de tocapus como también lo hicieron los Wari. Esta tradición predominó muy marcada, como en cualquier otra etnia andina, en los incas alrededor de los años 1200 hasta 1450 aproximadamente.

### Apogeo durante el Tahuantinsuyo

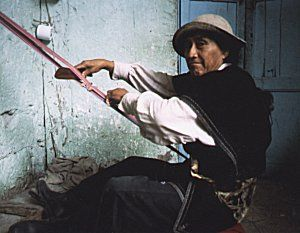
Mujer cañari tejiendo; la influencia inca dejó muchos rasgos en los textiles elaborados por las poblaciones andinas.

Durante los casi cien años de duración del Tahuantinsuyo (de 1438 a 1532), si bien la tradición andina continuó como base, esta fue adquiriendo más variedades de acuerdo a la región en que se desarrollaba, a la par que adquiría técnicas desarrolladas por otras culturas anexadas al imperio. Cabe destacar en este caso por ejemplo el uso de plumas obtenidas de las zonas de la selva, para la decoración de ponchos y tocados; del mismo modo también se hallan características significativamente diferentes de acuerdo al suyu en que se desarrollaba el textil.

### Continuidad hasta la actualidad
La tradición textil inca continúa actualmente desarrollándose en distintos poblados de los Andes, habiendo adquirido características muy diferentes de acuerdo al pueblo que la elabora. Una de las industrias vigentes está Cuzco, en que permaneció en el Complejo Industrial de Lucre. Actualmente son muy reconocidos los textiles de Chinchero por su dedicación en la elaboración y por mantener como base la tradición textil inca.